# Piotrkowice (gromada w powiecie kazimierskim)
Piotrkowice – dawna gromada, czyli najmniejsza jednostka podziału terytorialnego Polskiej Rzeczypospolitej Ludowej w latach 1954–1972.
Gromady, z gromadzkimi radami narodowymi (GRN) jako organami władzy najniższego stopnia na wsi, funkcjonowały od reformy reorganizującej administrację wiejską przeprowadzonej jesienią 1954 do momentu ich zniesienia z dniem 1 stycznia 1973, tym samym wypierając organizację gminną w latach 1954–1972.
Gromadę Piotrkowice z siedzibą GRN w Piotrkowicach utworzono – jako jedną z 8759 gromad na obszarze Polski – w powiecie pińczowskim w woj. kieleckim, na mocy uchwały nr 13h/54 WRN w Kielcach z dnia 29 września 1954. W skład jednostki weszły obszary dotychczasowych gromad Piotrkowice, Uściszowice i Morawianki (bez wsi Ławy) ze zniesionej gminy Bejsce oraz Kęsów ze zniesionej gminy Opatowiec w tymże powiecie. Dla gromady ustalono 15 członków gromadzkiej rady narodowej.
1 stycznia 1956 gromada weszła w skład nowo utworzonego powiatu kazimierskiego w tymże województwie.
Gromadę zniesiono 1 stycznia 1958, a jej obszar włączono do gromad Bejsce (wsie Piotrkowice, Morawianki i Uściszowice) i Opatowiec (wieś Kęsów i obszar byłego folwarku Kęsów).